# Kodeks 096
Kodeks 096 (Gregory-Aland no. 096), α 1004 (Soden) – grecki kodeks uncjalny Nowego Testamentu na pergaminie, paleograficznie datowany na VII wiek. Rękopis przechowywany jest w Rosyjskiej Bibliotece Narodowej (Gr. 19) w Petersburgu. Jest palimpsestem.

## Opis
Do dziś zachowały się 2 karty kodeksu (29 na 22 cm) z tekstem Dziejów Apostolskich (2,6-17; 26,7-18). Tekst pisany jest jedną kolumną na stronę, 26 linijek w kolumnie. Jest palimpsestem, tekst późniejszy został naniesiony w X wieku w języku gruzińskim.
Tekst kodeksu reprezentuje aleksandryjską tradycję tekstualną. Kurt Aland zaklasyfikował go do kategorii III.
Fragment przywieziony został przez Tischendorfa z Synaju. Opisany został przez Tischendorfa oraz Kurt Treu. Gregory w 1908 roku dał mu siglum 096. William Hatch opublikował facsimile fragmentu w 1935 roku. INTF datuje go na VII wiek.